# Grupo Proximus
El Grupo Proximus (anteriormente Grupo Belgacom) es la mayor compañía de telecomunicaciones de Bélgica, con sede en Bruselas. El Grupo Belgacom es principalmente de propiedad estatal, poseyendo el estado belga el 53.3% + 1 de las acciones. Los servicios que ofrece el Grupo Belgacom incluyen telefonía fija a través de la marca Belgacom, comunicaciones móviles a través de la marca Proximus y servicios TIC dirigido al mercado profesional bajo la marca Telindus.

## Historia

### El inicio de la telefonía en Bélgica
En 1879, el servicio belga de telegrafía instaló una línea telefónica en el Parlamento. El mismo año, algunos contratistas privados presentaron ofertas para operar redes de telefonía en varias ciudades belgas. La falta de legislación durante los primeros cinco años de operación redujeron las oportunidades de desarrollo de la red de telefonía. También forzó a las autoridades belgas a crear un marco legislativo para regular estas actividades en Bélgica.
En 1895, el sector de telefonía pasó enteramente a manos del sector público.